# Râul Lunca Oamenilor
Râul Lunca Oamenilor sau Râul Trocan este un curs de apă, afluent al râului Voineasa Mare. 